# Carlos Vergara Montiel
Carlos Gabriel Vergara Montiel (Planeta Rica, Córdoba, 11 de febrero de 1972) es un director, guionista, productor y actor colombiano.

## Filmografía

### Televisión
- Las flores de la guerra (2021) — Capitán Estrada (Voz)
- Historia de un crimen: Colmenares  (2019) — Alonso Colmenares
- Pasajeros la serie (2018)
- Déjala morir (2017) — Concepción
- El tesoro  (2016)
- Diomedes, el Cacique de La Junta (2015) — Rafael María Díaz
- Comando élite  (2014)
- 5 viudas sueltas (2013) — Zorro
- A mano limpia (2013)
- Historias clasificadas (2012) — Ep: Dulce apartamento
- Rafael Orozco, el ídolo (2012) — Fabio Poveda Márquez
- ¿Dónde está Elisa?  (2012) — Periodista
- El man es Germán (2010)  — Costeño de los dólares Cap. 53
- Las muñecas de la mafia  (2009)
- Regreso a la guaca  (2008)
- Soñar no cuesta nada  (2006)
- La tormenta  (2005)
- Te voy a enseñar a querer  (2004) — Jacinto Mejía
- Pasión de gavilanes  (2003) — Inspector
- Me llaman Lolita (1999) — Abogado
- La mujer del presidente (1997) — Taxista
- Hombres de honor  (1995)

### Director
- Huellas (2017)[2]

### Cine
- El árbol rojo (2022)[3] — Eliécer
- Huellas (2017) — Pedro
- La sargento Matacho  (2015) — Hernando
- Soñar no cuesta nada (2006) — Cabo Catano
- La primera noche (2003)